# María Jiménez
Pour les articles homonymes, voir Jiménez.
María Jiménez Gallego, née le 3 février 1950 à Séville et morte le 7 septembre 2023 dans la même ville, est une chanteuse espagnole.

## Biographie
María Jiménez Gallego est née dans le quartier de Triana à Séville en Andalousie.
À quinze ans, elle emménage à Barcelone pour travailler en tant que femme de ménage. Sa carrière débute dans des tablaos comme Las Brujas, à Madrid, parrainée par La Pipa, durant les premières années suivant le franquisme.
En 1976, elle sort son premier album, contenant des rumbas, des tangos, des bulerías, des boléros, des rancheras avec des arrangements du guitariste Paco Cepero et des baladas de Silvio Rodríguez, Lolita de la Colina ou Amancio Prada. Puis elle publie Sensación et diverses compilations.
Sa carrière artistique est relancée en 2001 grâce à sa collaboration dans la chanson La Lista de la compra du groupe La Cabra mecánica, et au disque Donde más duele, avec des chansons de Joaquín Sabina.
Ses avis sur la presse people et le piratage sont assez controversés. Elle a publié sa biographie et est apparue dans divers films et séries télévisées comme Todos los hombres sois iguales. Elle présente le programme Bienaventurados de la chaîne de télévision Canal Sur entre septembre 2009 et mars 2010.
En 2018, elle reçoit le prix Radiolé de la chaîne de radios du groupe PRISA pour l'ensemble de sa carrière. En 2021, elle reçoit également le prix Andalucía Excelente pour l'ensemble de sa carrière, ainsi que, l'année suivante, la Médaille d'or du mérite des beaux-arts, décernée par le Ministère de l'Éducation, de la Culture et des Sports espagnol.

### Vie privée
María Jiménez était mariée avec l'acteur Pepe Sancho. Ils ont eu un fils, Alejandro, et une fille, María del Rocío, morte dans un accident de la route.

### Mort
María Jiménez meurt le 7 septembre 2023 à Séville.

## Discographie
- 1975 : María, La Pipa (BMG Ariola)
- 1976 : María Jiménez (Fonomusic)
- 1978 : María Jiménez (Se acabó) (Fonomusic)
- 1979 : Resurrección de la alegría (Fonomusic)
- 1980 : Sensación (Fonomusic)
- 1981 : De distinto modo (Fonomusic)
- 1982 : Frente al amor  (Fonomusic)
- 1983 : Por primera vez (Fonomusic)
- 1984 : Voy a darte una canción (Fonomusic)
- 1986 : Seguir viviendo (Fonomusic)
- 1987 : Alma salvaje (Philips)
- 1988 : Rocíos (PM Records)
- 1992 : Átame a tu cuerpo (Senador/Coliseum)
- 1995 : Eres como eres (Divucsa)
- 2002 : Donde más duele (María Jiménez canta por Sabina) (Muxxic/Universal)
- 2003 : De María...a María...¡con sus dolores! (Muxxic/Universal)
- 2005 : Jiménez canta Jiménez (María Jiménez canta a José Alfredo Jiménez), La Jiménez te lo dice cantando (Muxxic/Universal)
- 2006 : Bienaventurados (QBS SLU/Vale Music)
- 2011 : Que pena tené que dejá la copla pa se cajera (avec le groupe Raskayú)
- 2020 : La Vida a mi manera

## Filmographie
- 1975 : Manuela
- 2001 : Ja me maaten...!
- 2003 : Yo, puta
- 2006 : Los Managers